# Sundarnagar
Sundarnagar es una ciudad y concejo municipal  situada en el distrito de Mandi,  en el estado de Himachal Pradesh (India). Su población es de 24344 habitantes (2011). Se encuentra a 416 km de Delhi

## Demografía
Según el censo de 2011 la población de Sundarnagar era de 24344 habitantes, de los cuales 12461 eran hombres y 11883 eran mujeres. Sundarnagar tiene una tasa media de alfabetización del 90,95%, superior a la media estatal del 82,80%: la alfabetización masculina es del 93,69%, y la alfabetización femenina del 88,09%.

## Clima
| Parámetros climáticos promedio de Arogyavaram (1981–2010, extremes 1999–2011) | Parámetros climáticos promedio de Arogyavaram (1981–2010, extremes 1999–2011) | Parámetros climáticos promedio de Arogyavaram (1981–2010, extremes 1999–2011) | Parámetros climáticos promedio de Arogyavaram (1981–2010, extremes 1999–2011) | Parámetros climáticos promedio de Arogyavaram (1981–2010, extremes 1999–2011) | Parámetros climáticos promedio de Arogyavaram (1981–2010, extremes 1999–2011) | Parámetros climáticos promedio de Arogyavaram (1981–2010, extremes 1999–2011) | Parámetros climáticos promedio de Arogyavaram (1981–2010, extremes 1999–2011) | Parámetros climáticos promedio de Arogyavaram (1981–2010, extremes 1999–2011) | Parámetros climáticos promedio de Arogyavaram (1981–2010, extremes 1999–2011) | Parámetros climáticos promedio de Arogyavaram (1981–2010, extremes 1999–2011) | Parámetros climáticos promedio de Arogyavaram (1981–2010, extremes 1999–2011) | Parámetros climáticos promedio de Arogyavaram (1981–2010, extremes 1999–2011) | Parámetros climáticos promedio de Arogyavaram (1981–2010, extremes 1999–2011) |
| Mes                                                                           | Ene.                                                                          | Feb.                                                                          | Mar.                                                                          | Abr.                                                                          | May.                                                                          | Jun.                                                                          | Jul.                                                                          | Ago.                                                                          | Sep.                                                                          | Oct.                                                                          | Nov.                                                                          | Dic.                                                                          | Anual                                                                         |
| ----------------------------------------------------------------------------- | ----------------------------------------------------------------------------- | ----------------------------------------------------------------------------- | ----------------------------------------------------------------------------- | ----------------------------------------------------------------------------- | ----------------------------------------------------------------------------- | ----------------------------------------------------------------------------- | ----------------------------------------------------------------------------- | ----------------------------------------------------------------------------- | ----------------------------------------------------------------------------- | ----------------------------------------------------------------------------- | ----------------------------------------------------------------------------- | ----------------------------------------------------------------------------- | ----------------------------------------------------------------------------- |
| Temp. máx. abs. (°C)                                                          | 27.7                                                                          | 30.5                                                                          | 35.0                                                                          | 39.9                                                                          | 41.4                                                                          | 42.1                                                                          | 39.2                                                                          | 35.1                                                                          | 34.1                                                                          | 33.6                                                                          | 31.2                                                                          | 26.8                                                                          | 42.1                                                                          |
| Temp. máx. media (°C)                                                         | 17.8                                                                          | 19.8                                                                          | 24.7                                                                          | 30.1                                                                          | 33.8                                                                          | 34.1                                                                          | 30.9                                                                          | 30.2                                                                          | 30.3                                                                          | 28.5                                                                          | 24.3                                                                          | 19.5                                                                          | 27.0                                                                          |
| Temp. mín. media (°C)                                                         | 2.8                                                                           | 5.1                                                                           | 9.0                                                                           | 13.0                                                                          | 17.1                                                                          | 20.0                                                                          | 21.8                                                                          | 21.5                                                                          | 18.6                                                                          | 11.8                                                                          | 6.3                                                                           | 3.0                                                                           | 12.5                                                                          |
| Temp. mín. abs. (°C)                                                          | -2.7                                                                          | -1.9                                                                          | -0.4                                                                          | 0.5                                                                           | 9.6                                                                           | 11.4                                                                          | 16.5                                                                          | 15.1                                                                          | 10.2                                                                          | 5.4                                                                           | 1.0                                                                           | -1.6                                                                          | -2.7                                                                          |
| Lluvias (mm)                                                                  | 61.9                                                                          | 72.4                                                                          | 78.1                                                                          | 50.5                                                                          | 83.1                                                                          | 176.6                                                                         | 348.8                                                                         | 314.3                                                                         | 137.1                                                                         | 35.7                                                                          | 13.2                                                                          | 35.5                                                                          | 1407.4                                                                        |
| Días de lluvias (≥ 1 mm)                                                      | 4.0                                                                           | 5.4                                                                           | 5.8                                                                           | 3.9                                                                           | 6.3                                                                           | 9.2                                                                           | 14.9                                                                          | 13.8                                                                          | 7.1                                                                           | 1.8                                                                           | 1.0                                                                           | 2.1                                                                           | 75.4                                                                          |
| Humedad relativa (%)                                                          | 54                                                                            | 48                                                                            | 42                                                                            | 34                                                                            | 37                                                                            | 49                                                                            | 71                                                                            | 76                                                                            | 69                                                                            | 54                                                                            | 53                                                                            | 57                                                                            | 54                                                                            |
| Fuente: India Meteorological Department                                       |                                                                               |                                                                               |                                                                               |                                                                               |                                                                               |                                                                               |                                                                               |                                                                               |                                                                               |                                                                               |                                                                               |                                                                               |                                                                               |